# Casa del Codesal
La casa del Codesal es una casa noble originaria de Tierras de Celanova, en la provincia de Orense, con antiguos antecedentes en la región. Se presume que procede de la casa Condal de Celanova, cuyos ancestros serían los princeps (según la interpretación romana del término) de la Tudesia, esa región articulada por el Miño Sil en el sur gallego y el norte de Portugal. De hecho hasta la mudanza del rey Fernando la antigua Tude, actual Tuy, se encontraba sobre territorio hoy portugués.

## Antecedentes legendarios
Desde antiguo han existido varias casas nobles en el sur de Galicia y en el norte de Portugal asociadas con el apellido Feijóo, de las cuales la del Codesal es la que ha llegado mejor estudiada y documentada hasta tiempos modernos. 
Desde la Edad Media se han consignado numerosos caballeros con el apodo o apellido Feijóo, sin que en algunos casos quedase determinada su filiación. Asimismo se han consignado varias casas nobles asociadas con ese apellido. La tradición, la continuidad histórica, la especificidad geográfica, la epigrafía funeraria, y la heráldica –aunque también la leyenda- sugieren ramas inmediatas de un tronco común, sucesoras unas de las otras o vinculadas por cercanos lazos familiares, en un coincidente paisaje articulado por el eje fluvial Miño-Sil. 
Algunas de las diversas casas tradicionalmente vinculadas con el apellido Feijóo son las siguientes:

### sigloIX, la casa de San Rosendo
Es la casa y linaje del duque Hermenegildo, poderoso guerrero a cuya casa remontan su origen legendario las diferentes casas que se detallarán a continuación. Pudo haber sido un señor soberano o descendiente de un linaje real visigodo. Participó en la toma de varias ciudades al sur de los ríos Miño-Sil y expandió sus tierras por el Norte hasta la ría de Arosa arrebatándolas al duque Vitiza. Además conquistó la importante ciudad de Coímbra.
El duque Hermenegildo otorgó el condado de Celanova a su hijo Gutier, quien estableció su fortaleza en Villanueva de los Infantes, próximo a la cual su hijo san Rosendo fundó en 937 el monasterio de San salvador, donde tienen sepultura numerosos caballeros apellidados Feijóo.
Hijo de Gutier será el conde Munio, padre de Giraldo Muñoz, y este padre de Giraldo Giráldez o Giraldo Feijoo.

### sigloX, la casa de Espada à Cinta
Hijo de Munio, segundo conde de Celanova, será otro conde llamado don Giraldo (o Giralt o Giralte). Un hijo suyo, el conde Tibalte (o Teobaldo), será quien fundará en 997 la villa de  Freixo de Espada à Cinta en el norte de Portugal tras la victoria de los guerreros cristianos sobre la retaguardia de Almanzor, como enclave defensivo oriental para la región entre Duero y Miño. En esta batalla del Valle del Duero fija la tradición la creación del blasón familiar –seis feixos en dos palos- y aunque en términos históricos resulta improbable son básicamente las mismas armas que utilizaron las diferentes casas.
Aunque Pedro Lezcano y Juan Francisco de Hita confirman que este caballero perteneció al mismo linaje que san Rosendo y el duque Hermenegildo, tal como expresa la nota en García Carraffa, hacia esa misma época aparece documentado en Celanova un conde Teobaldus Munionis que bien podría ser el conde fundador de la Villa de Espada a Cinta y quien originara el apellido Feijóo, aunque su filiación en la casa de san Rosendo es oscura pues de la documental surge que sería hijo de Munio Gudestéiz. Su descendencia tampoco queda documentada en Celanova, quizás porque hubiese establecido nueva casa en la villa por él fundada.

### Otras antiguas casas de Feijoo
Antiguos tratadistas han postulado diferentes caballeros como origen del linaje de los Feijoo, como Gil Pérez Feijoo, de quien Luis de Salazar y Castro dice que fue “señor de esta ilustre casa de Galicia” o Giraldo Esteves Feijoo, presentado por el conde de Barcelos. Podrían serlo o confundirse en los condes anteriormente mencionados.

## Antecedentes históricos

### sigloXV, la casa de Vilardecás
Mejor documentada, hacia el siglo XV existía en Orense la casa noble de Francisco Feijoo, señor de Vilardecás. Este señor contrajo matrimonio con Isabel de Sotomayor y Abreu, hija de Rodrigo Álvarez de Sotomayor y Margarita de Abreu y Araújo, y nieta paterna del conde viejo de Camiña, Pedro Álvarez de Sotomayor, de quien era hijo el famoso Pedro Madruga. 
El primogénito de este matrimonio fue Luis de Abreu, nacido hacia 1442, alcalde del castillo de Allariz. Sucedió a su padre en el mayorazgo de Vilardecás y vistió el hábito de los caballeros de Santiago. Contrajo matrimonio con Bárbara de Novoa, con quien tuvo dos hijos que utilizaron el apellido Feijoo.
Aunque es incierta la ubicación de Vilardecás debe suponérsela próxima a Allariz, y esta localidad se corresponde a la misma geografía próxima a Celanova.

### sigloXVII, la casa de Casdemiro
La casa estaba asentada en Casdemiro, aldea en la parroquia de Santa María de Melias, en el obispado de Orense.
A esta casa perteneció el padre Benito Jerónimo Feijoo nacido en 1676, polígrafo gallego representante de la Ilustración en España. Al entrar en la Orden Benedictina renunció a sus derechos como primogénito al mayorazgo de su casa.
Fueron sus padres Antonio Feijoo Montenegro y Sanjurjo y  María de Puga Sandoval Novoa y Feijoo.

## La casa del Codesal

### En tierras de Celanova
También en Orense, en Freás de Eiras (o Santa María de Eiras), en la misma Celanova ancestral del conde Gutierre y san Rosendo se ubica la casa solariega del lugar del Codesal. La concordancia en la geografía podría ser un indicio de esa continuidad familiar que tan fuertemente sostiene la tradición y han abonado algunos autores según ha quedado indicado, pero lo más significativo de esta casa es que se ha preservado la memoria genealógica de esta familia, hasta el siglo XXI, y no sólo en Europa -gracias al trabajo de José Espinosa, cronista de Vigo- sino también en América, por otros autores. Su nombre provendría de los codesos, arbusto silvestre típico de la región.
El vínculo fue establecido en 1672 sobre un antiguo señorío eclesiástico. Necesitado de fondos, el abad recurrió a Pedro Feijoo Domínguez, hidalgo acaudalado y piadoso de la comunidad local, quien transmitió el mayorazgo a uno de sus hijos, de nombre Álvaro Feijóo.
Álvaro Feijóo fue casado con Ángela Lizana y residieron en el Codesal donde nacieron sus nueve hijos, entre ellos quien habría de suceder como tercera cabeza del mayorazgo, Juan Antonio Feijóo y Lizana.
Juan Antonio contrajo matrimonio el 5 de junio de 1724 con Josefa Fernández en Celanova, y allí nacieron sus tres hijos, José, Juan -sobre quien volveremos-, y Carlos. El mayorazgo lo heredaría José, cuya descendencia masculina no perdurará. Así, un bisnieto de nombre Manuel Mosquera venderá el mayorazgo ya sobre la entrada en vigencia de la Ley Desvinculadora de 1820 que pondría fin a los mayorazgos. 
Los hijos y nietos de Juan continuarán residiendo en la villa de Celanova. Juan Feijóo Fernández casó con Juana Armesto, de quienes nació Carlos Feijóo Armesto, quien a su vez contrajo matrimonio con Francisca Montes y tuvieron seis hijos, todos nacidos en la villa de Celanova, entre ellos Manuel Feijóo y Montes, quien se afincará en Pontevedra.

### En Pontevedra
Manuel Feijóo y Montes se afincará en Pontevedra. Contrajo matrimonio con Antonia Silva y tuvieron seis hijos, entre ellos José Benito Feijóo Silva (f. 12 de mayo de 1892, Pontevedra), el primogénito, y José Feijóo Silva, el tercero, quienes nacieron en una casa ubicada en la calle Real en esquina con la calle Isabel II.
José Benito, el primogénito, habitó la casa llamada La pedreira. Contrajo matrimonio con Elvira Mantilla de los Ríos y Latorre y del matrimonio nacerán cinco varones y cuatro niñas, entre ellos Leoncio y Matilde Feijóo y Mantilla de los Ríos. El primero será padre de Roberto y José Feijóo, y la segunda contraerá matrimonio con Diego Pazos Espés (1870-1964), su pariente, quienes establecerán su familia en la casa ubicada en la calle Gregorio Hernández 2, que es hoy parte del Museo de Pontevedra. Serán padres de cuatro niñas y tres varones, Diego, Néstor y José Pazos Feijóo. Estos tres hermanos y sus dos primos Roberto y José Feijóo serán enviados a América a partir de 1917. 
Por su parte, José Feijóo y Silva, el tercero, contrajo matrimonio con Bernarda Poncet y son los padres de Perfecto Feijoo Poncet (n. 25 de agosto de 1858, Pontevedra-f. 10 de junio de 1935, Pontevedra) suegro del cronista de Vigo José Espinosa. Perfecto Feijóo, "el perfecto gallego" fue un gran impulsor de la música tradicional, y el fundador en 1883 del primer coro de Galicia, con voces e instrumentos tradicionales, desde la gaita al pandero, con cornas, triángulos y panderetas.

### En América
A partir de 1917 cinco primos pontevedreses serán enviados a la Argentina, que congregaba una de las mayores comunidades de la emigración gallega. El primero de ellos es el mayor, Diego Pazos Feijóo, y le siguen sus hermanos Néstor y José, y sus primos Roberto y José Feijóo. Néstor contraerá matrimonio en Buenos Aires, pero regresará a Pontevedra al igual que su hermano José. Los hermanos Roberto y José formarán sus familias en la Argentina, pero no dejarán sucesión. 
El caso de Diego Juan José Wenceslao Pazos Feijóo es notablemente diferente. En Buenos Aires contraerá matrimonio con María Gregoria Cucullu y Seguí-Girado, una aristócrata criolla cuyas familias paterna –Cucullu- y materna –Seguí-Girado- eran acaudaladas familias de estancieros descendiente de los conquistadores españoles -como Domingo Martínez de Irala o Hernán Mejía de Mirabal, entre otros-, y de los primeros vecinos de Buenos Aires Santiago del Estero, Córdoba, Santa Fe y otras varias ciudades hispanoamericanas como Asunción del Paraguay, cuya genealogía ha sido abundantemente estudiada no solo por haber heredado tierras de la inmensa estancia San Juan, propiedad que en origen era más extensa que algunas naciones. sino también por descender de próceres de la Organización Nacional y pobladores pioneros de la pampa. Este matrimonio dejará numerosa progenie en la República Argentina. De ellos fue hijo Astolfo Pazos Cucullu (1926-2011), un personaje del establishment financiero argentino con actuación en la banca oficial en los bancos Central y Banco Nacional de Desarrollo, quien configura el curioso caso de quién recuperó la nacionalidad española siendo un criollo de decimotercera generación. Su matrimonio con la señorita Isabel Viqueira fue reflejada por la revista El hogar, una revista de la vida social de la clase alta argentina en las décadas de 1940 y 1950. Lo interesante es que la crónica señala que el padre del novio es el conde de Celanova, título utilizado socialmente por los miembros de la Casa que los nobiliarios no registran.